# Sappho Patera
La Sappho Patera è una struttura geologica della superficie di Venere.
È intitolata alla poetessa greca Saffo.